# Святополк-Четвертинский, Януш Томаш
Князь Януш Томаш Святополк-Четвертинский (1743 — 15 сентября 1813) — польский дворянин, камергер королевский (1765), подкоморий королевский (1767), каштелян черниговский (1785—1792).

## Биография
Представитель княжеского рода Святополк-Четвертинских. Старший сын старосты дунишевского, князя Фелициана Стефана Святополк-Четвертинского (ум. 1756), и Катарины Марианны Еловицкой, дочери стольника волынского Николая Еловицкого. Братья — Стефан (ум. 1766) и Антоний Ян Непомуцен (1744—1830).
Камергер (1765) и подкоморий (1767) польского короля Станислава Августа Понятовского.
В 1768 году Януш Томаш Святополк-Четвертинский был полковником звенигородского повята в Барской конфедерации.
В 1785-1792 годах — каштелян черниговский. Был членом конфедерации Четырёхлетнего сейма.
Кавалер Ордена Святого Станислава (1777) и Ордена Белого Орла (1789).
Написал стихотворение на прибытие короля Станислава Августа Понятовского в Брацлав. В другом стихотворении сокрушался над судьбой казненного французского короля Людовика XVI.

## Семья и дети
Был женат на Иоанне Яблоновской, дочери старосты швецкого и ковельского, князя Дмитрия Александра Яблоновского (1706—1788), и Катарины Шембек (ум. 1746). Их дети:
- Князь Юзеф Святополк-Четвертинский, камергер королевский (1791)
- Князь Людовик Святополк-Четвертинский (1775—1844)
- Князь Дмитрий Святополк-Четвертинский (1777—1859).